# Pax deorum
Pax deorum (em português:  "paz dos deuses") ou pax divom (em português:  "paz divina") é uma expressão em língua latina que corresponde a um conceito fundamental do sistema jurídico-religioso romano. Refere-se a uma situação de concórdia entre os homens e os deuses, equivalente a um pacto entre o divino e o humano, sendo indispensável à segurança do Estado.
Trata-se de um conceito central para a compreensão das relações entre política e religião no interior do Estado romano, por um lado, e entre a religião romana e outras religiões, de outro. A antiquidade desse conceito é atestada, seja por sua presença, já em Plauto, seja por sua recorrente expressão nas fórmulas arcaicas de pax divom e pax deum que antecederam a forma clássica pax deorum. Juntamente com sua antítese, ira deorum ("ira dos deuses"), a pax deorum liga-se à ideia arcaica de que entre homens e deuses existisse uma relação insondável, razão pela qual o homem poderia incorrer, não obstante a sua boa-fé, na ira das divindades, muitas vezes apenas em razão de imprecisões na execução dos ritos (religio). Um erro no ritual (vitium) ou a negligência nas práticas religiosas teria como consequência a desarmonia entre os homens e a divindade, podendo atrair a ira deorum.
Somente em uma condição de pax deorum, os deuses, gratificados pelo respeito e pela reverência dos homens, garantiriam saúde, prosperidade e, em caso de guerra, proteção a Roma e a seus cidadãos. Qualquer ruptura dessa relação, acreditava-se, seria seguida de doenças, desventuras e derrotas.
É importante observar que a pax deorum também estava ligada à concordia civium (concórdia civil), isto é, à harmonia no interior da sociedade, entre as várias classes sociais. A função de manter a pax deorum no interior da sociedade era confiada ao Colégio dos Pontífices, que frequentemente auxiliava o rex — o supremo magistrado que governava Roma — em suas escolhas. 
Qualquer delito cometido por um cives, acreditava-se, também causaria grave ofensa aos deuses, provocando sua ira, a qual atingiria toda a comunidade. Para evitar a reação divina, era absolutamente necessário eliminar o culpado ou, nos casos menos graves, sacrificar um animal à divindade, a título de expiação. Posteriormente, no período clássico, o culpado era declarado sacer, sendo abandonado pela comunidade e ficando à mercê do julgamento dos deuses. Se, eventualmente, esse indivíduo fosse assassinado por um cidadão, a este não poderia ser atribuído um homicídio, considerando-se que a morte do Homo sacer fora uma decisão da própria divindade, apenas cumprida por um outro homem.  